# Панченко Сергій Григорович
Панченко Сергій Григорович (1928—2011) — радянський орнітолог.

## Життєпис
Народився 29 червня 1928 р. в с. Алєксандровка Алтайського краю. 1943 р. вступив до Талгарського сільгосптехнікуму на відділення бджільництва, і у 1946 р. працював на дослідній станції бджільництва, після чого вступив на біологічний факультет Казахського державного університету. 1951 р. закінчив ВНЗ і поступив до аспірантури в Інститут зоології АН Каз. ССР.
1955 р. захистив кандидатську дисертацію («Водні птахи Центрального Казахстану») і став доцентом кафедри зоології Семипалатинського педінституту (1956—1963). Із 1963 р. — доцент кафедри зоології в Луганському педінституті, з 1968 р. завідувач кафедри. При кафедрі був зоомузей, який завдяки Панченку отримав нові площі й вітрини. Пропрацював на цій кафедрі 30 років, до 1994 р., з них 17 (1968—1986) був її завідувачем.
Є автором 26 наукових праць, у тому числі 5 — у фахових виданнях і 1 монографія:
- Новые данные по орнитофауне окрестностей Семипалатинска // Новости орнитологии Казахстана. — 1968. — Т. 29 — С. 208—211.
- Численность птиц в лесах различных типов Ворошиловградской области // Вестник зоологии. — 1975. — № 4.
- Современное состояние орнитофауны Провальской степи // Вестник зоологии. — 1978. — № 2. — С. 3–8.
- Современное состояние фауны куликов Ворошиловградской области // Орнитология. — М.: Изд. МГУ, 1983. вып. 18.
- О гнездовании европейского тювика в Ворошиловградской области // Вестник зоологии. — 1986. — № 1 (соавт. — В. В. Лесничий, В. В. Ветров).
- Птицы Луганской области (1972). — Харьков, 2007. — 137 с.